# 擬芨瓦葦
擬芨瓦葦（学名：Lepisorus monilisorus）为水龍骨科瓦葦屬下的一个种。

## 扩展阅读
- 維基物種上的相關：擬芨瓦葦